# والتر همپل
والتر همپل (آلمانی: Walter Hempel; ۱۲ اوت ۱۸۸۷ – ۱۰ فوریهٔ ۱۹۴۰) بازیکن فوتبال اهل آلمان بود.
وی همچنین در تیم ملی فوتبال آلمان بازی کرده‌است.